# Карвалью-де-Эгаш
Карва́лью-де-Э́гаш (порт. Carvalho de Egas) — населённый пункт и бывший район в Португалии. Район Карвалью-де-Эгаш входил в округ Браганса. Являлся составной частью муниципалитета Вила-Флор. По старому административному делению входил в провинцию Траз-уж-Монтиш и Алту-Дору. Входил в экономико-статистический субрегион Доуру, который входит в Северный регион. Население составляло 134 человека на 2001 год. Занимал площадь 2,82 км².
При реорганизации 2012—2013 годов был объединён с Кандозу.